# Conseil National
Conseil National (monegassisch Cunsiyu naçiunale ‚Nationalrat‘) ist das Parlament im Einkammersystem des Fürstentums Monaco.
In das Parlament werden 24 Abgeordnete für jeweils fünf Jahre über Listen gewählt. Der Fürst von Monaco hat das Recht, jederzeit das Parlament aufzulösen und eine Neuwahl des Parlamentes innerhalb von drei Monaten auszurufen.

## Geschichte
Nachdem die monegassischen Revolution 1910 die absolute Herrschaft der Fürsten von Monaco zu beenden suchte, wurde 1911 die erste Verfassung des Landes erlassen und ein Parlament mit 12 Mitgliedern gewählt. Sein Präsident wurde jedoch nicht gewählt, sondern durch den Fürsten ernannt. Erst mit einer grundlegenden Überarbeitung der Verfassung im Jahr 1962 haben die seither 18 Mitglieder des Conseil National als Legislative das Recht, in Budget-, Steuer- und internationalen Vertragsverhandlungen Gesetze zu erlassen und ihren Präsidenten selbst zu wählen. Beschlossene Gesetze können jedoch auch seit dieser Reform ohne Begründung vom Fürsten zurückgewiesen werden. Seit 2002 werden nunmehr 24 Mitglieder in das Parlament gewählt.
Während des Ersten Weltkriegs hob Albert I. (Monaco) die Verfassung auf. Ab 1918 regierte jedoch wieder das Conseil National. Mit dieser Unterbrechung sind seit 1911 folgen Präsidenten des Parlaments im Amt:
| Zeitraum            | Name                       | Politische Partei |
| ------------------- | -------------------------- | ----------------- |
| 1911–1914 1918–1928 | Eugène Marquet             |                   |
| 1928                | Jean Marsan                |                   |
| 1930                | Eugène Marquet             |                   |
| 1933–1944           | Henri Settimo              |                   |
| 1944–1950           | Charles Bellando de Castro |                   |
| 1950–1954           | Louis Aureglia-Cima        |                   |
| 1954–1955           | Joseph Simon               |                   |
| 1955–1958           | Louis Aureglia-Cima        |                   |
| 1958–1959 1962–1968 | Joseph Simon               |                   |
| 1968–1978           | Auguste Médecin            |                   |
| 1978–1993           | Jean-Charles Rey           |                   |
| 1993–2003           | Jean-Louis Campora         |                   |
| 2003–2010           | Stéphane Valeri            | Union pour Monaco |
| 2010–2013           | Jean-François Robillon     | Union monégasque  |
| 2013–2016           | Laurent Nouvion            | Horizon Monaco    |
| 2016–2018           | Christophe Steiner         | Horizon Monaco    |
| 2018–               | Stéphane Valeri            | Priorité Monaco   |
| seit 2022           | Brigitte Boccone-Pagès     | Priorité Monaco   |

Die vorletzte Wahl fand am 11. Februar 2018 statt, die letzte Wahl am 5. Februar 2023. Parlamentsvorsitzende ist seit Oktober 2022 Brigitte Boccone-Pagès (Priorité Monaco).